# 透视

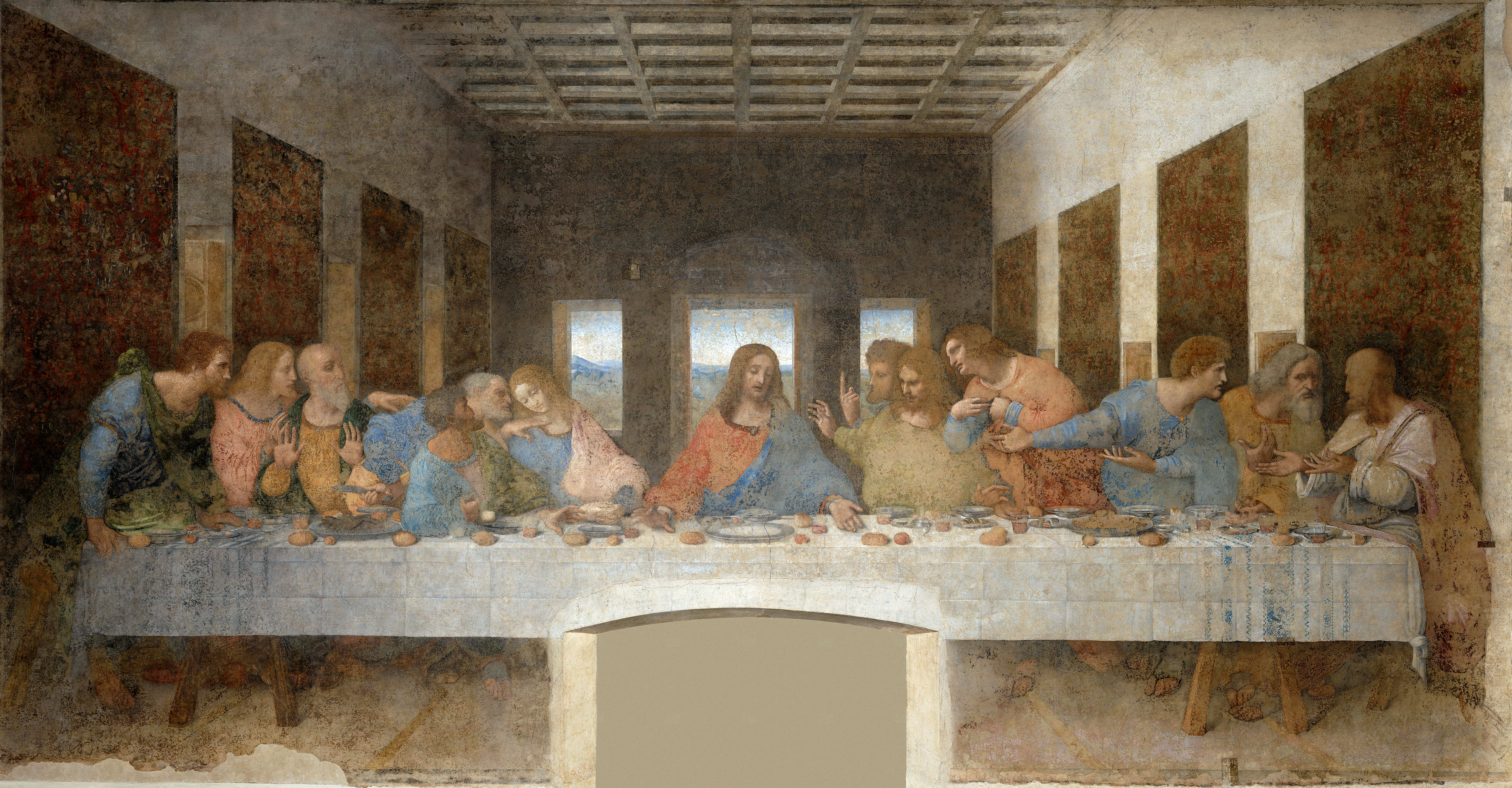
運用透視法的《最后的晚餐》

透视投影法分三种：线透视、空气透视、隐没透视。

## 單點透視法

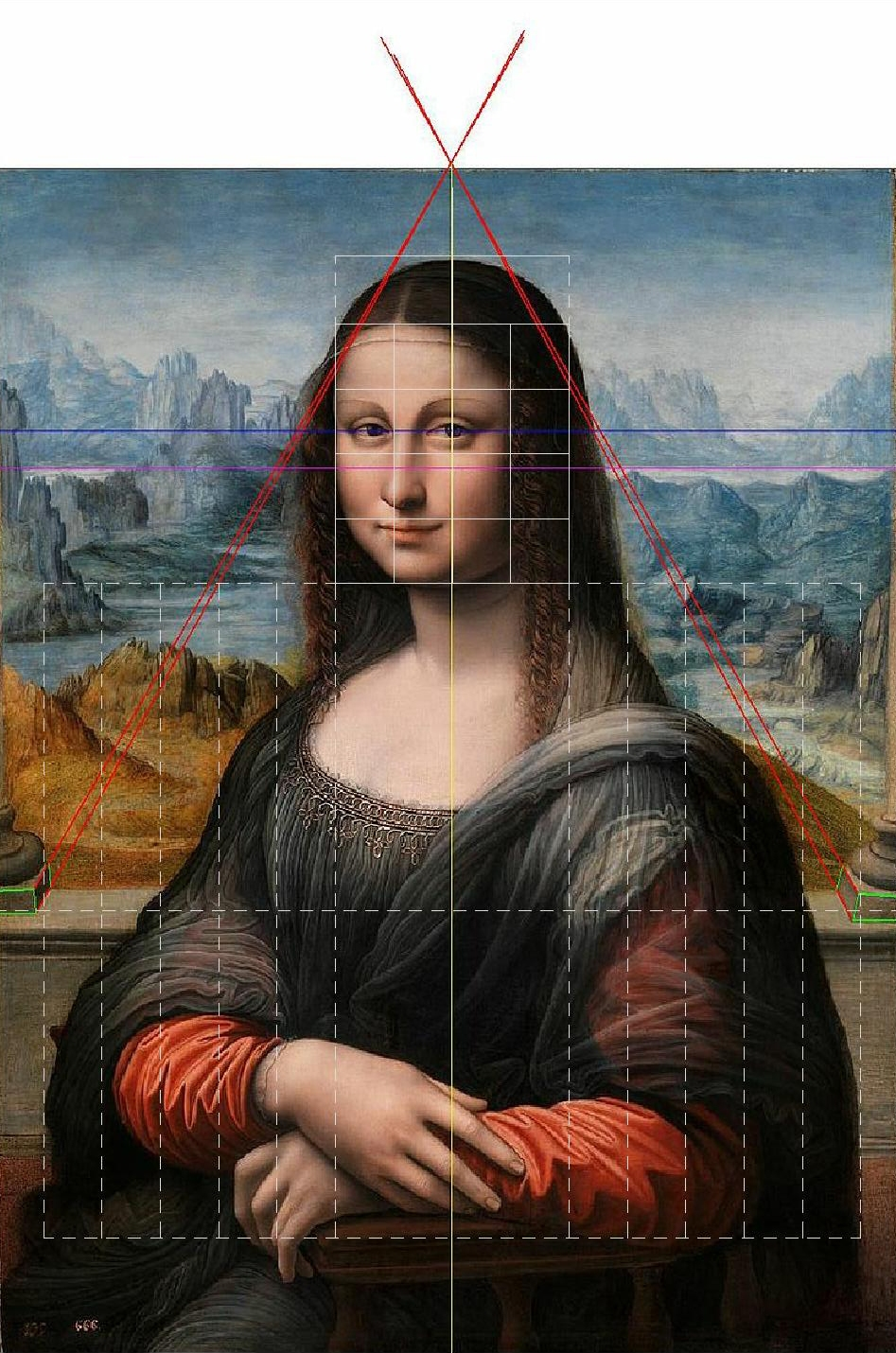
運用透視法的《蒙娜丽莎》（普拉多博物馆）

單點透視法是一种把立体三维空间的形象表现在二维平面上的绘画方法，使观看的人对平面的画有立体感，如同透过一个透明玻璃平面看立体的景物。透视画法要遵循一定的规律，其中几个要素为：
- 原线：和画面平行的线，在画面中仍然平行，原线和地面可以是水平、垂直或倾斜的，在画面中和地面的相对位置不变，互相平行的原线在画面中仍然互相平行，离画面越远越短，但其中各段的比例不变；
- 变线：不与画面平行的线都是变线，互相平行的变线在画面中不再平行，而是向一个灭点集中，消失在灭点，其中各段的比例离画面越远越小；
- 灭点包括四种：
  - 焦点，是作画者和观众看的主要视点，与地面平行，与画面垂直的线向焦点消失。
  - 天点，画中近低远高的，与地面不平行的线都向天点集中消失；天点和焦点在同一垂直线上。
  - 地点，画中近高远低的，与地面不平行的线都向地点集中消失；地点和焦点在同一垂直线上。
  - 餘点，与地面平行，但与画面不垂直的线向餘点集中消失。餘点有许多个，和焦点处于同一水平线上，每个和画面不同的角度都有一个不同的餘点。

当画家平视时，焦点和餘点都处于地平线上，仰视图焦点向天点靠拢，俯视图焦点向地点靠拢，餘点始终和焦点处于同一水平线上。
在繪畫中有幾個常用的透視法，可將三維實際物體或景物描繪在二維圖面上，並表現出三維景物的立體感與相互之間的空間距離關係：
- 交點透視法（或稱直線透視法Linear perspective）：以景物中的天花板、牆角、地磚、壁柱連線、桌椅左右邊線、窗框上下邊線或斜角陰影邊線等的假設延長線，相交於畫面深處消失的一點，營造出景觀深入的感覺。[1]
- 前縮透視法（foreshortening）：完整的說法是：「正前縮距透視法」。前縮是指所描繪的物件或肢體，是在作者或觀者眼睛的正前方或微側方，描繪時因二維平面（x和y軸）的畫面本來就沒有第三維（z軸）的深度，所描繪物件、肢體的立體感及實際的長度，因被壓擠疊縮在較短的畫面視覺深度空間中。最常見的例子是漫畫中要表現拳頭對我們的正拳攻擊，拳頭被特寫誇大，前臂縮小變短。[1]
- 仰視角透視畫法（sotto in su）：義大利文中sotto in su意指「由下往上」，多指平面藝術的表現手法，運用前縮透視法，創作出視角由下往上仰觀建築、人物、物件等藝術品的逼真效果，與藝術品正對面視角畫法相反。古羅馬壁畫在某種程度上也應用此手法，但最常見於文藝復興時期以降的西方藝術。此法通常用於天花板壁畫，牆面高處的壁畫，以及其他應從下往上觀賞的繪畫或淺浮雕。部份「仰視角透視畫法」描繪會以「蛙眼透視畫法」或「蟲瞻透視畫法」來繪製，彷彿觀者躺臥在地板向上觀看。[2]

## 散点透视
西方绘画只有一个焦点，一般画的视域只有60度，就是人眼固定不动时能看到的范围，视域角度过大的景物则不能包括到画面中，如同照相。中国画是散点透视法，即一个画面中可以有许多焦点，如同一边走一边看，每一段可以有一个焦点，因此可以画非常长的长卷或立轴，视域范围无限扩大。

## 空气透视
用颜色的鲜明度的大小表现物体的远近：近处物体色彩鲜明，越远的物体越失去原来的颜色。

## 隐没透视
用物体清晰度的大小表现物体的远近，所谓“远山无皴，远水无波，远树无枝，远人无目”。

### 引用
1. 1 2  藝術與建築索引典－幻覺技法[]於2011年3月16日查閱
2. ↑  藝術與建築索引典－仰視角透視畫法[永久]於2011年3月16日查閱